# Rębusz
Rębusz (niem. Augustwalde) – wieś sołecka w Polsce położona w województwie zachodniopomorskim, w powiecie choszczeńskim, w gminie Bierzwnik. W latach 1975–1998 miejscowość administracyjnie należała do województwa gorzowskiego. W roku 2007 wieś liczyła 152 mieszkańców. 
Kolonie wchodzące w skład sołectwa: Grzywna, Kosinek, Przykuna.

## Geografia
Wieś leży ok. 5 km na północny zachód od Bierzwnika, między Pławnem a miejscowością Chłopowo, przy linii kolejowej nr 351, ok. 1,5 km na północ od jeziora Bierzwnik.

## Gospodarka
Mieszkańcy wsi zajmują się głównie rolnictwem i produkcją mleczną.

## Komunikacja
W miejscowości znajduje się stacja kolejowa linii kolejowej nr 351.